# Hexanitrobenzol
Hexanitrobenzol (HNB) ist ein Sprengstoff. Es besteht aus einem Benzolring mit sechs Nitrogruppen (–NO2) als Substituenten.

## Darstellung
Hexanitrobenzol entsteht aus Pentanitroanilin durch Oxidation mit Peroxodischwefelsäure (Wasserstoffperoxid in rauchender Schwefelsäure).

## Eigenschaften
Hexanitrobenzol kristallisiert im monoklinen Kristallsystem in der Raumgruppe I2/c (Raumgruppen-Nr. 15, Stellung 8) mit den Gitterparametern a = 1322 pm, b = 913 pm und β = 95,5° und vier Formeleinheiten pro Elementarzelle.
Durch Umsetzung mit Natriumhydroxid erhält man 2,4,6-Trinitro-1,3,5-benzoltriol (Trinitrophloroglucin). Mit einem Überschuss Ammoniak reagiert Hexanitrobenzol in einer Benzol-Lösung zu Triaminotrinitrobenzol.